# Tour de l'horloge de Štip
La tour de l'horloge de Štip ou tour du Bey (en macédonien Штипска Саат-кула, ou Бегова кула) est un monument emblématique de Štip, ville de l'est de la Macédoine du Nord. Elle se trouve dans le centre-ville historique. 
Cette tour est typique de l'architecture civile ottomane et d'autres constructions similaires existent encore en Macédoine du Nord, notamment à Skopje, Bitola, Prilep et Gostivar.

## Historique
La tour a été construite en 1650 par un bey turc et servait initialement de tour de guet. Elle reçoit son horloge un siècle plus tard, puis est en partie détruite en 1934, pour des raisons de sécurité ou bien parce qu'elle faisait trop de bruit, notamment la nuit. Alors qu'elle faisait à l'origine 29 mètres de haut, elle n'en fait plus que 11, et a perdu son mécanisme.
Il existe un projet de restauration qui devrait redonner à la tour un mécanisme ainsi que son apparence initiale, mais les travaux, prévus en 2008, ont été retardés à cause de problèmes de voisinage, les échafaudages nécessaires devant être installés dans les jardins autour.

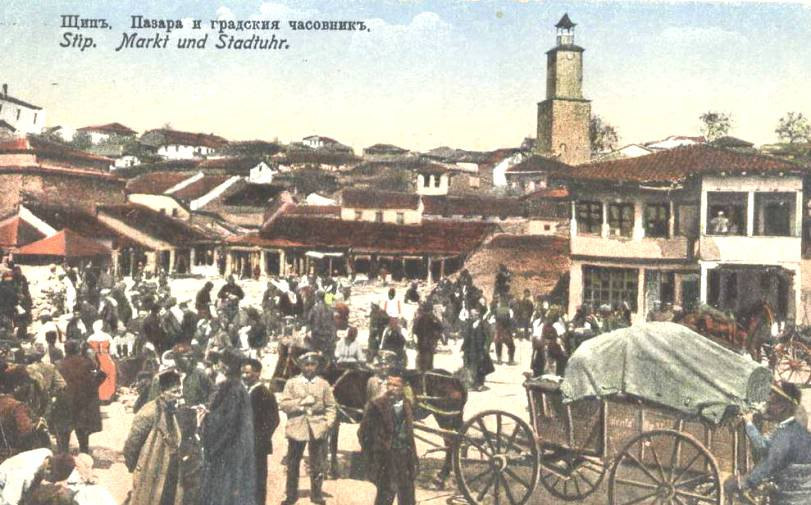
Le marché de Štip et la tour avant sa destruction partielle sur une carte postale des années 1920